# Okushiri (Okushiri)
Okushiri (奥尻町, Okushiri-chō) és una vila i municipi insular de la subprefectura de Hiyama, a Hokkaido, Japó. La vila d'Okushiri ocupa tota l'l'illa del mateix nom i és el municipi menys poblat de la subprefectura de Hiyama, a més de ser l'únic de caràcter insular i un dels només quatre d'aquestes característiques de tot Hokkaido. Tot el municipi constitueix el parc natural prefectural de Hiyama.

## Geografia
El municipi d'Okushiri abasta tota l'illa d'Okushiri, localitzada a la mar del Japó, al sud de Hokkaido i a l'oest de la subprefectura de Hiyama, sent l'únic municipi insular d'aquesta i un dels quatre que existeixen a tot Hokkaido. Per la seua condició insular, la vila d'Okushiri no limita amb cap altre municipi.

## Història
El 12 de juliol de 1993 va tindre lloc un fort terratrèmol de 7,8 graus a la mar del Japó que provocà un fort tsunami. 198 vilatans van morir com a resultat del tsunami.

### Cronologia
- 1906: Es funda el poble d'Okushiri.
- 1966: Okushiri esdevé vila.
- 1993: Té lloc el terràtremol i tsunami a la mar del Japó.

## Transport

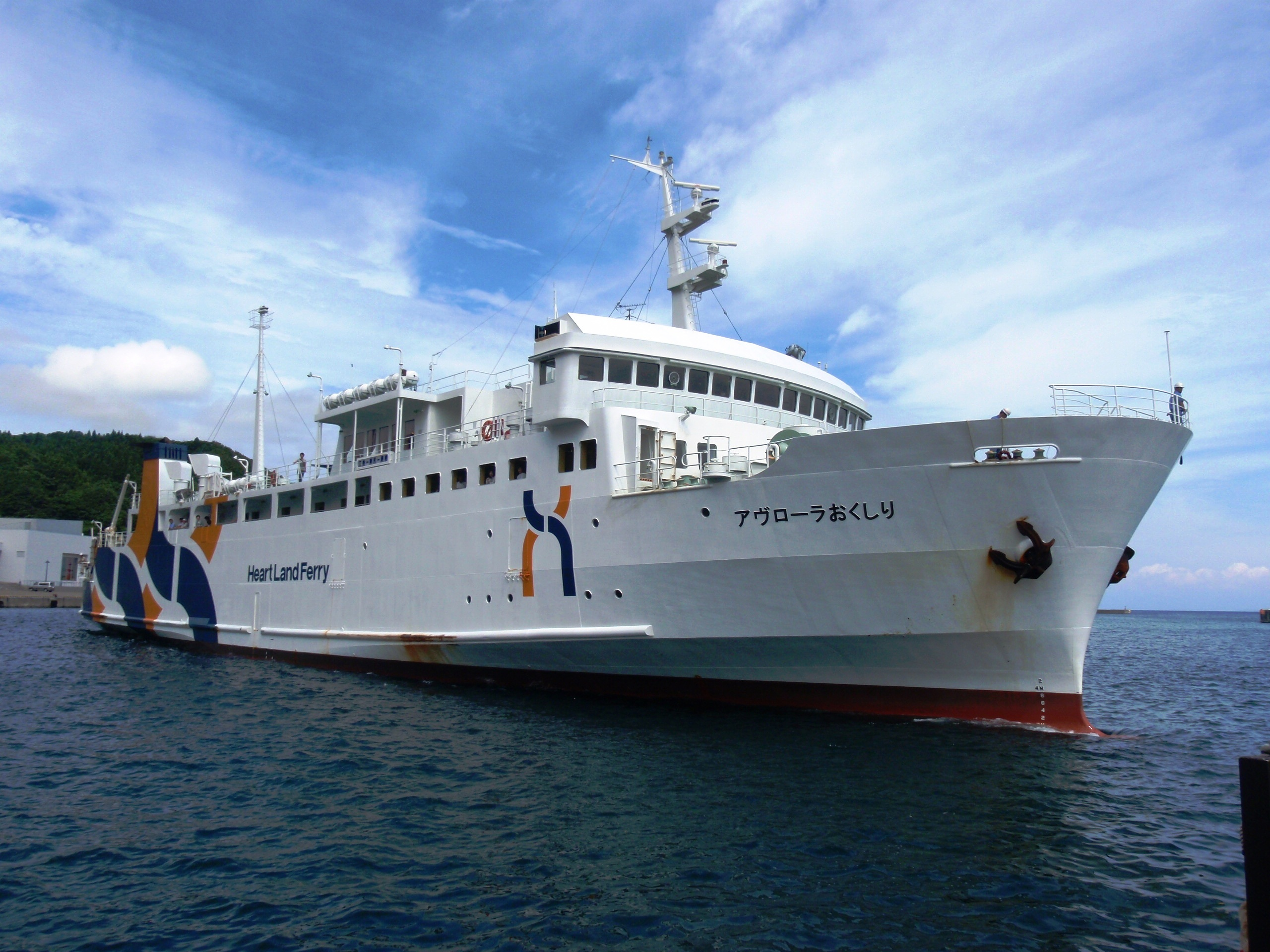
Nau Avrora Okushiri

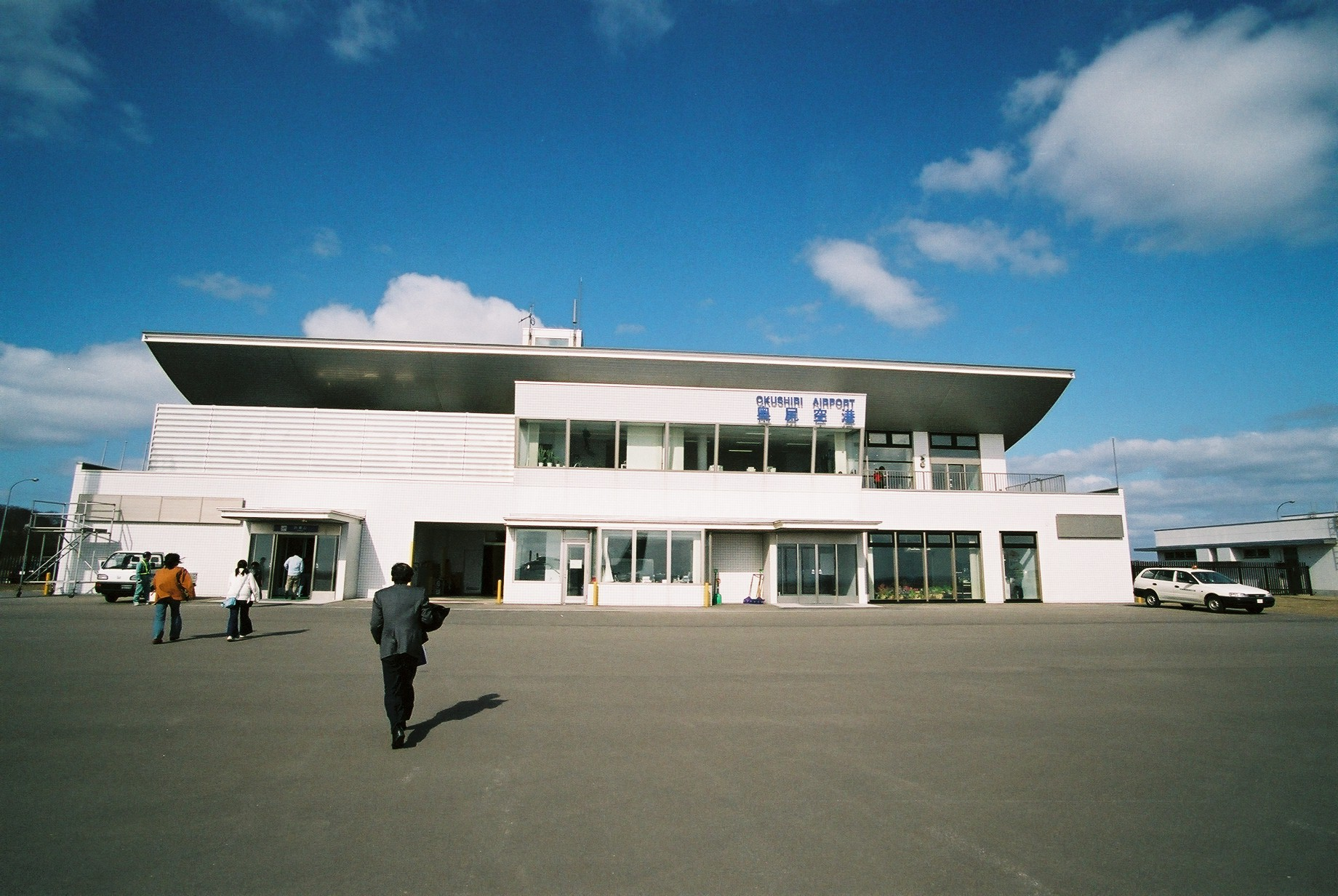
Aeroport d'Okushiri

### Carretera
El municipi no compta amb carreteres nacionals, però si amb dues vies prefecturals amb el recorregut íntegrament dins de l'illa.
- Prefectural 39
- Prefectural 1158

L'illa no està unida a Hokkaido per cap pont ni carretera.

#### Bus
A la vila existeix un servei d'autobus municipal, així com també un autobus turístic.

### Marítim
Existeix una petita terminal per a transbordadors a la qual només arriba una ruta operada per la companyia Heart Land Ferry que ix des del port de Setana i el d'Esashi. La ruta només està activa a l'estiu. El 2018 es va anunciar que l'empresa cancel·laria els seus serveis des del port de Setana.

## Agermanaments
- Awaji, prefectura de Hyogo, Japó.[5]